# Kis-ázsiai vaddisznó
A kis-ázsiai vaddisznó (Sus scrofa libycus) az emlősök (Mammalia) osztályának párosujjú patások (Artiodactyla) rendjébe, ezen belül a disznófélék (Suidae) családjába tartozó vaddisznó (Sus scrofa) egyik alfaja.

## Előfordulása
A kis-ázsiai vaddisznó előfordulási területe egykor Törökország déli részétől egészen Izraelig húzódott, azonban manapság a vadonból nagy valószínűséggel teljesen kiirtották.
Egyes rendszerezők a volt Jugoszlávia országainak területén honos Sus scrofa reiseri nevű alfajt, azonosnak tartják a szóban forgó vaddisznóval.

## Megjelenése
Kistestű vaddisznóalfaj, melynek szőrzete világos. Majdnem teljesen hiányzik a „sörénye”, vagyis a feje tetején és a tarkóján levő hosszabb szőrszálak.

## Fordítás
- Ez a szócikk részben vagy egészben  a   Wild boar című angol Wikipédia-szócikk ezen változatának fordításán alapul.  Az eredeti cikk szerkesztőit annak laptörténete sorolja fel. Ez a jelzés csupán a megfogalmazás eredetét és a szerzői jogokat jelzi, nem szolgál a cikkben szereplő információk forrásmegjelöléseként.